# Osiatis
 (septembre 2021).
Osiatis était une entreprise de services du numérique française. Elle était reconnue comme un spécialiste des services aux infrastructures,. Elle était présente dans les nouvelles technologies avec sa filiale Osiatis Ingénierie.

## Historique
Elle est créée en 1998, issue de Thomainfor (Thales ex-Thomson-CSF). En février 2005, elle prend le contrôle du Groupe Focal, doublant ainsi sa taille.
En 2011, le groupe compte plus de 3 100 collaborateurs. Il est implanté en France, Belgique/Pays-Bas/Luxembourg, Espagne et Autriche/Hongrie/Slovaquie. Au 31 décembre 2013, il compte 5500 personnes, dont 4750 dans le domaine infrastructures et 750 dans le domaine applicatif. En 2013, elle absorbe la société ESR.
Le 1er janvier 2014, Osiatis fusionne avec la société belge Econocom et l'action n'est plus cotée sur Euronext.
La société est radiée du registre du commerce et des sociétés le 8 avril 2015.

## Direction
Osiatis est une société anonyme (SA) à directoire et conseil de surveillance. 
| Président du Conseil de surveillance | Walter Butler        |
| Membre du directoire, coprésident    | Jean-Maurice FRITSCH |
| Membre du directoire, coprésident    | Bruno GROSSI         |

## Bourse
Principaux actionnaires (au 31 décembre 2010) : Walter Butler Finance et Partenaires (45,0 %), Artémis (7,8 %), Salariés et management (5,7 %), Autre nominatif (8,4 %), Autocontrôle (7,5 %), Porteur (25,6 %). 
Capitalisation : 99 M€ (15 864 944 titres). 
Code Bloomerg : OSA FP
Code Reuters : OSA.PA
Code ISIN : FR 00004044337

## Métier
Les services aux infrastructures constituent le cœur de métier d'Osiatis (88 % de son activité en 2010) : 
- infogérance et ingénierie de transformation ;
- maintenance des systèmes critiques ;

Dans les services aux applications (12 % de l'activité 2010), Osiatis est spécialisée dans les solutions connexes aux infrastructures : portails, collaboration, nomadisme, BI...

## Organisation interne
l'UES FOCAL (Osiatis Systems et Osiatis Ingenierie) est organisée en :
- 8 Business Units : IMS Ile de France, IMS France Est, IMS France Ouest, ICCS, CMS, ATS Ile de France, ATS Régions, IPS.
- 6 Directions ou Services : Ressources Humaines, Administration Financière, Marketing et Communication, Système d’Information, Juridique, Sécurité.

## Chiffres: Le chiffre d'affaires
| Année | Semestre 1 | Semestre 2 | Année              |
| ----- | ---------- | ---------- | ------------------ |
| 2006  | 112,0 M€   | 111,9 M€   | 223,9 M€ (+1,7 %)  |
| 2007  | 119,5 M€   | 116,7 M€   | 236,2 M€ (+5,5 %)  |
| 2008  | 121,2 M€   | 118,4 M€   | 239,5 M€ (+1,4 %)  |
| 2009  | 117,3 M€   | 115,5 M€   | 232,8 M€ (−2,8 %)  |
| 2010  | 120,0 M€   | 123,6 M€   | 243,6 M€ (+4,6 %)  |
| 2011  | 136,9 M€   | 143,1 M€   | 280,1 M€ (+15,0 %) |
| 2012  | 145,7 M€   | 163,7 M€   | 309,3 M€ (+10,4 %) |

## Chiffres: Effectifs, recrutements, turnover
| Année | Effectifs | Recrutements réalisés | Turnover |
| ----- | --------- | --------------------- | -------- |
| 2006  | 2 868     | 600                   | 16 %     |
| 2007  | 2 964     | 676                   | 18 %     |
| 2008  | 3 115     | 900                   | 17 %     |
| 2009  | 2 914     | 400                   | 15 %     |
| 2010  | 3 140     | 560                   | 10 %     |

| Société            | Effectif 12/2013 | Société rattachée | Effectif | Effectif Total |
| ------------------ | ---------------- | ----------------- | -------- | -------------- |
| Osiatis France     | 816              |                   |          | 816            |
| Osiatis Systems    | 1 919            |                   |          | 1 919          |
| Osiatis Ingenierie | 515              | Alcion Group      | 46       | 561            |
| ESR                | 764              | ESR Consulting    | 14       | 778            |
| Effectif Total     |                  |                   |          | 4 074          |

| Société           | Effectif 12/2013 | Société rattachée | Effectif | Effectif Total |
| ----------------- | ---------------- | ----------------- | -------- | -------------- |
| Econocom Services | 1 307            | Synopse           | 32       | 1 339          |
| Cap Synergie      | 37               |                   |          | 37             |
| Exaprobe          | 59               |                   |          | 59             |
| Effectif Total    |                  |                   |          | 1 435          |

| Nouvelles Business Units Econocom-Osiatis | Anciennes Business Units UES FOCAL | Effectif Econocom | Effectif Osiatis | Effectif Total |
| ----------------------------------------- | ---------------------------------- | ----------------- | ---------------- | -------------- |
| Infrastructure Management IDF             | IMS Ile de France                  | 279               | 1035             | 1314           |
| Infrastructure Management France Est      | IMS France Est                     | 185               | 694              | 879            |
| Infrastructure Management France Ouest    | IMS France Ouest                   | 142               | 533              | 675            |
| Infrastructure Maintenance                | CMS                                | 183               | 316              | 499            |
| Infrastructure Engineering                | ICCS                               | 113               | 50               | 165            |
| Infrastructure Professional Services      | IPS                                | 283               | 737              | 1 020          |
| Application PS IDF                        | ATS Ile de France                  | 16                | 248              | 264            |
| Application PS Régions                    | ATS Régions                        | 30                | 309              | 339            |
| Consulting & Transformation               |                                    | 31                | 35               | 67             |
| Effectif Total                            |                                    | 1 262             | 3 957            | 5 222          |

| Directions Fonctionnelles         | Effectif Econocom | Effectif Osiatis | Effectif Total |
| --------------------------------- | ----------------- | ---------------- | -------------- |
| Service Finances                  | 52                | 37               | 89             |
| Service Ressources Humaines       | 17                | 59               | 76             |
| Service Marketing & Communication | 5                 | 4                | 9              |
| Service Juridique                 | 0                 | 3                | 3              |
| Service IT (MSI, MSA, …)          | 0                 | 34               | 34             |
| Effectif Total                    | 74                | 137              | 211            |

## Slogans
- "The CustomerWare company !" (1998)
- "L'exploitation au quotidien" (2002)
- "L'infogérance positive !" (2003)
- "We build the run !" (2006)
- "The IT services experts !" (2010)